# Лазаропоље
Лазаропоље (мкд. Лазарополе), Гостиварско,  је насељено место у Северној Македонији, у западном делу државе. Лазаропоље припада општини Маврово и Ростуша, Гостиварско.
Лазаропоље је познато у Македонији као једно од средишта етно-туризма.

## Географија
Насеље Лазаропоље је смештено у западном делу Северне Македоније. Од најближег већег града, Дебра, насеље је удаљено 23 km североисточно.
Лазаропоље се налази у доњем делу историјске области Река. Насеље је положено високо, на западним висовима планине Бистра, док се даље ка западу тло стрмо спушта у уску долину реке Радике. Надморска висина насеља је приближно 1.300 метара.
Клима у насељу је планинска.

## Историја
Некада је ово подручје било насељено од словенског племена Мијака.
У месту је између 1868-1874. године радила српска народна школа. После прекида, поново је обновила рад у месту 1897. године. На светосавској прослави у месној школи беседио је учитељ Мартин Поповић. Ту је 1900. године умро стари свештеник Серафим, који је служио 36 година у храму. Сахрањен је у порти месне цркве посвећене Св. Великомученику Ђорђу, источно од олтара.
Крајем 19. века Лазаропоље је био велико насеље, са приближно 2.500 становника.

## Становништво
По попису становништва из 2002. године Лазаропоље је било без становника.
Претежно становништво у насељу били су македонски Словени православне вероисповести.

## Привреда
Раније је привреда у Лазаропољу била везана за овчарство, док су многи људи ишли и у печалбу. Данас је Лазаропоље само туристичко одредиште и бивши становници долазе у село за време лета.

## Збирка слика
- Средишњи део Лазаропоља
- Лазаропоље и клисура Радике
- Месна Црква Св. Ђорђа
- Сеоска кућа